# Katastrophenschutz-Ehrenzeichen

Katastrophenschutz-Medaillen des Landes Hessen

Katastrophenschutz-Ehrenzeichen werden im Bereich der Katastrophenschutzes für langjährige Dienstzeiten, für besondere Verdienste im Katastrophenschutz oder für besonders mutiges Verhalten in Katastrophenfällen verliehen. Diese Ehrenzeichen schließen oft den umfangreichen Bereich der nichtpolizeilichen Gefahrenabwehr wie Katastrophenschutz, Zivilschutz und Rettungsdienst ein.
Die Ehrenzeichen werden von den Bundesländern gestiftet, die für die Gefahrenabwehr im Katastrophenfall zuständig sind.
Die Katastrophenschutz-Ehrenzeichen orientieren sich in ihren Vergabekriterien an den Feuerwehr- oder Brandschutz-Ehrenzeichen und sind in manchen Bundesländern miteinander kombiniert.

## Bundesländer
Die folgende Liste gibt nur einen summarischen Überblick. Details zu den Verleihungskriterien finden sich in den jeweiligen Artikeln oder Verlinkungen.

### Baden-Württemberg
In Baden-Württemberg wurde 2016 ein Bevölkerungsschutz-Ehrenzeichen gestiftet, das 2017 zum ersten Mal verliehen wurde. Zeitgleich wurde auch die Bevölkerungsschutz-Einsatzmedaille geschaffen.
- Bevölkerungsschutz-Ehrenzeichen: besonderer Verdienste um den Bevölkerungsschutz oder besonders mutiges und entschlossenes Verhalten
- Bevölkerungsschutz-Einsatzmedaille: 24 Stunden Hilfe in einem besonderen Bevölkerungsschutzeinsatz

### Bayern
In Bayern wird seit 2013 analog zum Feuerwehr-Ehrenzeichen ein Rettungsdienst- und Katastrophenschutz-Ehrenzeichen für einzelne Hilfsorganisationen vergeben. Dazu gehören der Arbeiter-Samariter-Bund (ASB), die Johanniter-Unfall-Hilfe (JUH), der Malteser Hilfsdienst (MHD), die Deutsche Lebens-Rettungs-Gesellschaft (DLRG) und der Landesverband Bayern des Technischen Hilfswerks (THW). Regieeinheiten, die nicht Teil der genannten Organisationen sind, werden nicht berücksichtigt. Im Dezember 2017 wurde die Einführung eines 
Großen Ehrenzeichens für 50-jährige aktive Dienstzeit bei Feuerwehr, Rettungsdienst und Katastrophenschutz beschlossen. Die Einteilung ist bei allen Organisationen identisch. Es existieren vier Stufen mit folgender Benennung:
- Ehrenzeichen zweiter Klasse in Silber: 25 Jahre Tätigkeit
- Ehrenzeichen erster Klasse in Gold: 40 Jahre Tätigkeit
- Großes Ehrenzeichen: 50 Jahre Tätigkeit
- Ehrenzeichen als Steckkreuz: besondere Verdienste

### Berlin
In Berlin wird das Feuerwehr- und Katastrophenschutz-Ehrenzeichen in sechs Stufen verliehen. Es wurde 1978 gestiftet und in den Jahren 2000 und 2016 erweitert.
- Feuerwehr- und Katastrophenschutz-Ehrenzeichen in Silber am Bande: 10 Jahre ehrenamtliche Tätigkeit
- Feuerwehr- und Katastrophenschutz-Ehrenzeichen in Gold am Bande: 25 Jahre ehrenamtliche Tätigkeit
- Feuerwehr- und Katastrophenschutz-Ehrenzeichen in Gold mit Eichenlaub am Bande: 40 Jahre ehrenamtliche Tätigkeit
- Feuerwehr- und Katastrophenschutz-Ehrenzeichen in Gold mit Eichenlaub am Bande: 50 Jahre ehrenamtliche Tätigkeit
- Feuerwehr- und Katastrophenschutz-Ehrenzeichen in Gold mit Eichenlaub am Bande: 60 Jahre ehrenamtliche Tätigkeit
- Feuerwehr- und Katastrophenschutz-Ehrenzeichen in Gold als Steckkreuz: besondere Verdienste und mutige Hilfeleistung

### Hessen
Hessen stiftete im Jahr 2003 zwei verschiedene Medaillen in je drei Stufen für den Katastrophenschutz: die  Katastrophenschutz-Verdienstmedaille und die  Katastrophenschutz-Medaille für langjährige Dienstzeit. Die Einsatzmedaille „Ausland“ wurde 2014 als Auszeichnung zur Würdigung von Verdiensten bei Einsätzen des Katastrophenschutzes des Landes Hessen im Ausland gestiftet. Es existiert nur eine Stufe.
- Katastrophenschutz-Verdienstmedaille
  - Katastrophenschutz-Verdienstmedaille in Bronze: wesentliche Verdienste oder mutiges Verhalten
  - Katastrophenschutz-Verdienstmedaille in Silber: wesentliche Verdienste oder besonders mutiges Verhalten
  - Katastrophenschutz-Verdienstmedaille in Gold: besonders mutiges Verhalten unter Gefahr für Leib und Leben
- Katastrophenschutz-Medaille
  - Katastrophenschutz-Medaille in Bronze: 10 Jahre Tätigkeit
  - Katastrophenschutz-Medaille in Silber: 25 Jahre Tätigkeit
  - Katastrophenschutz-Medaille in Gold: 40 Jahre Tätigkeit
- Einsatzmedaille „Ausland“

### Nordrhein-Westfalen
Im Jahr 2016 ordnete das Land Nordrhein-Westfalen die Ehrenzeichen im Brand- und Katastrophenschutz neu. Für den Katastrophenschutz existieren seitdem verschiedene Ehrenzeichen: das Feuer- und Katastrophenschutz-Ehrenzeichen sowie das Brand- und Katastrophenschutz-Verdienst-Ehrenzeichen mit zwei Stufen und Feuerwehr- und Katastrophenschutz-Einsatzeichen.
- Feuer- und Katastrophenschutz-Ehrenzeichen als Steckkreuz: mutige Hilfeleistung unter Eigengefährdung
- Brand- und Katastrophenschutz-Verdienst-Ehrenzeichen
  - Brand- und Katastrophenschutz-Verdienst-Ehrenzeichen in Silber als Steckkreuz: herausragende Verdienste
  - Brand- und Katastrophenschutz-Verdienst-Ehrenzeichen in Gold als Steckkreuz: überragende Verdienste
- Feuerwehr- und Katastrophenschutz-Einsatzeichen: Teilnahme an besonderen Einsätzen

### Saarland
Das Saarland verleiht seit 2007 das Katastrophenschutz-Ehrenzeichen in zwei Stufen.
- Katastrophenschutz-Ehrenzeichen in Silber am Bande: besondere Verdienste
- Katastrophenschutz-Ehrenzeichen in Gold als Steckkreuz: mutige Hilfeleistung

### Sachsen
In Sachsen wurde das seit 1992 bestehende Feuerwehr-Ehrenzeichen 2013 in ein Feuerwehr- und Helfer-Ehrenzeichen mit fünf Stufen gewandelt.
- Feuerwehr- und Helfer-Ehrenzeichen in Bronze am Bande: 10 Jahre Tätigkeit
- Feuerwehr- und Helfer-Ehrenzeichen in Silber am Bande: 25 Jahre Tätigkeit
- Feuerwehr- und Helfer-Ehrenzeichen Gold am Bande: 40 Jahre Tätigkeit
- Feuerwehr- und Helfer-Ehrenzeichen in Silber als Steckkreuz: besondere Verdienste
- Feuerwehr- und Helfer-Ehrenzeichen in Gold als Steckkreuz: mutige Hilfeleistung

### Sachsen-Anhalt
Im Jahr 2005 wurde in Sachsen-Anhalt das Brandschutz- und Katastrophenschutz-Ehrenzeichen des Landes Sachsen-Anhalt in drei Stufen gestiftet.
- Brandschutz- und Katastrophenschutz-Ehrenzeichen in Silber am Bande: 25 Jahre besondere persönliche Verdienste
- Brandschutz- und Katastrophenschutz-Ehrenzeichen in Gold am Bande: 40 Jahre mehrmalig hervorragende Verdienste
- Brandschutz- und Katastrophenschutz-Ehrenzeichen in Gold als Steckkreuz: besonders hervorragende Verdienste

### Thüringen
Seit 2009 verleiht Thüringen eine Katastrophenschutzmedaille in drei Stufen.
- Katastrophenschutzmedaille in Bronze: 10 Jahre Tätigkeit
- Katastrophenschutzmedaille in Silber: 25 Jahre Tätigkeit
- Katastrophenschutzmedaille in Gold: 40 Jahre Tätigkeit